# Erupción efusiva

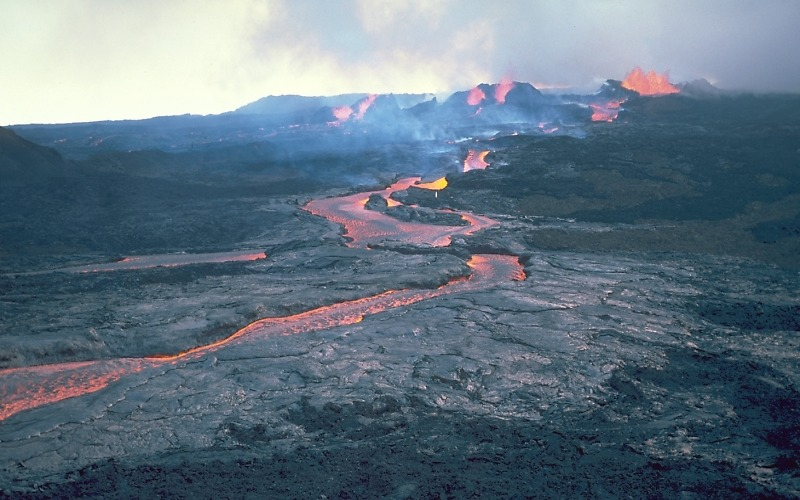
lava fluyendo por el Mauna Loa durante la erupción de 1984.

Una erupción efusiva es una erupción volcánica caracterizada porqué la lava mana hacia el suelo (en oposición a la fragmentación violenta del
magma por las erupciones explosivas). Las coladas de lava generadas por las erupciones efusivas varían en forma, grosor, longitud y amplitud dependiendo del tipo de lava expulsada, de la pendiente de la superficie y de la duración de la erupción.
Por ejemplo, la lava de andesita típicamente forma coladas volcánicas en bloque, y las coladas volcánicas de dacita debido a su viscosidad a menudo forman domo de lava.